# Шевру (Во)
Шевру (фр. Chevroux) — громада  в Швейцарії в кантоні Во, округ Бруа-Вюлі.

## Географія
Громада розташована на відстані близько 45 км на захід від Берна, 45 км на північний схід від Лозанни.
Шевру має площу 3,4 км², з яких на 12% дозволяється будівництво (житлове та будівництво доріг), 60,8% використовуються в сільськогосподарських цілях, 24,3% зайнято лісами, 2,9% не є продуктивними (річки, льодовики або гори).

## Демографія
2019 року в громаді мешкало 493 особи (+22,3% порівняно з 2010 роком), іноземців було 9,1%. Густота населення становила 145 осіб/км².
За віковим діапазоном населення розподілялося таким чином: 20,1% — особи молодші 20 років, 62,1% — особи у віці 20—64 років, 17,8% — особи у віці 65 років та старші. Було 203 помешкань (у середньому 2,4 особи в помешканні).
Із загальної кількості 106 працюючих 24 було зайнятих в первинному секторі, 14 — в обробній промисловості, 68 — в галузі послуг.